# Janusz Waluś
Janusz Jakub Waluś (/ˈjɑːnəs ˈwɒləs/, polonais : [ˈjanuʂ ˈjakup ˈvaluɕ]), né le 14 janvier 1953, est un Sud-Africain d'origine polonaise condamné à perpétuité pour le meurtre, en 1993, de Chris Hani, secrétaire général du Parti communiste sud-africain et l'un des chefs militaires d'Umkhonto we Sizwe, la branche armée de l'ANC. 
Après presque 30 ans de prison et le rejet à 3 reprises de ses demandes de liberté conditionnelle, à laquelle il était éligible depuis une vingtaine d'années, le président de la Cour constitutionnelle ordonne sa libération. Il est placé en liberté conditionnelle le 7 décembre 2022 et expulsé vers la Pologne en décembre 2024.

## Naissance en Pologne et immigration
Janusz Waluś naît à Zakopane en République populaire de Pologne et, en 1981, il émigre en Afrique du Sud pour rejoindre son père et son frère, sur place depuis les années 1970, où ils avaient créé une petite entreprise de verrerie. Après la faillite de l'entreprise familiale, il devient conducteur de camion. Politiquement, il s'implique dans le Mouvement de résistance afrikaner et dans les mouvements de l'extrême droite qui soutiennent la préservation de la domination blanche et de l'apartheid en Afrique du Sud,.
Il est naturalisé sud-africain en 1987.

## Assassinat de Chris Hani
L'assassinat de Chris Hani a lieu le 10 avril 1993, au moment des négociations sur le démantèlement de l'apartheid en Afrique du Sud,. Janusz Waluś se rend au domicile de Chris Hani, à Boksburg, dans la banlieue de Johannesbourg, vers 10 h 20. Chris Hani vient de revenir chez lui et, alors qu'il sort de son véhicule, Janusz Waluś l'appelle et lui tire deux balles dans le corps et autant dans la tête quand il se retourne vers son agresseur. Chris Hani meurt sur place tandis que Janusz Waluś fuit. Un voisin note le numéro d'immatriculation de la voiture qu'il utilise, ce qui conduit à son arrestation. Bien qu'il nie toute participation à l'assassinat, durant son incarcération en préventive, il commet l'erreur de penser qu'un des policiers est lui-même d'extrême droite et il lui expose les faits. L'enquête montre l'implication de Clive Derby-Lewis, considéré comme le commanditaire du meurtre et qui avait fourni l'arme utilisée par Janusz Waluś. La police découvre à son domicile une liste de cibles qui laisse entendre que Hani était le troisième sur cette liste, où étaient mentionnés les noms et les adresses de Nelson Mandela et de Joe Slovo, parmi d'autres. Il est motivé par son anti-communisme et il espérait par ce meurtre faire sombrer le pays dans le chaos pour mieux rétablir la domination de la « race blanche » dans le cadre d'un régime militaire.

## Incarcération
Janusz Waluś et Clive Derby-Lewis sont condamnés à mort, mais, après l'abolition de la peine de mort, leur sentence est commuée en prison à vie. 
Après la mise en place de la Commission de la vérité et de la réconciliation, Janusz Waluś demande l'amnistie afin de pouvoir bénéficier d'une libération conditionnelle. Après enquête, la commission estime que les deux protagonistes n'ont pas agi en obéissant à des ordres venus de supérieurs et refuse l'amnistie. 
Clive Derby-Lewis est remis en liberté en juin 2015 pour raisons médicales, après vingt-deux ans de prison ; il meurt peu de temps après, le 3 novembre 2016, d'un cancer du poumon. 
Le 10 mars 2016, la Haute Cour de Pretoria décide que Waluś peut bénéficier d'une libération conditionnelle. Le ministère de l'Intérieur (en) indique, en septembre 2016, qu'il sera déchu de la citoyenneté sud-africaine et expulsé vers la Pologne s'il est libéré.
En mai 2017, le ministre de la Justice, Michael Masutha, introduit une requête en annulation de cette libération conditionnelle devant la Cour suprême d'appel de Bloemfontein. Réunie le 29 mai, la cour met son verdict en attente, invoquant une irrégularité de procédure impliquant l'impact de la décision sur la famille de Chris Hani. Durant l'audience, l'avocat de Waluś, Roelof du Plessis, déclare que son client a été déchu de la nationalité sud-africaine « quelques semaines auparavant » et qu'un mandat d'expulsion a été délivré. Le 18 août 2017, la cour d'appel révoque la libération conditionnelle de Waluś, une décision saluée par le Parti communiste sud-africain.
Le 7 octobre 2019, alors qu'il purge sa peine à la prison de haute sécurité C Max (en) de Pretoria, sa demande de libération conditionnelle est refusée pour la troisième fois.
En novembre 2022, Raymond Zondo, le président de la Cour constitutionnelle, ordonne au ministère de la Justice et des services correctionnels d'accorder la liberté conditionnelle à Janusz Walus, après presque 30 ans de prison, alors qu'il était éligible depuis une vingtaine d'années et que ses précédentes demandes avaient été rejetées. A deux jours de sa remise en liberté conditionnelle, Walus est poignardé par un co-détenu du centre pénitentiaire de Kgosi Mampuru à Pretoria. A sa sortie de l’hôpital, le 7 décembre 2022, il est immédiatement mis en liberté conditionnelle.
En décembre 2024, à la fin de sa période de liberté conditionnelle de deux ans, il est expulsé vers la Pologne. Dans une interview à la chaîne sud-africaine eNCA, en janvier 2025, il raconte le déroulement du meurtre de Chris Hani et affirme n'avoir aucun regret de l'aspect politique de son geste,.